# 유두 자극

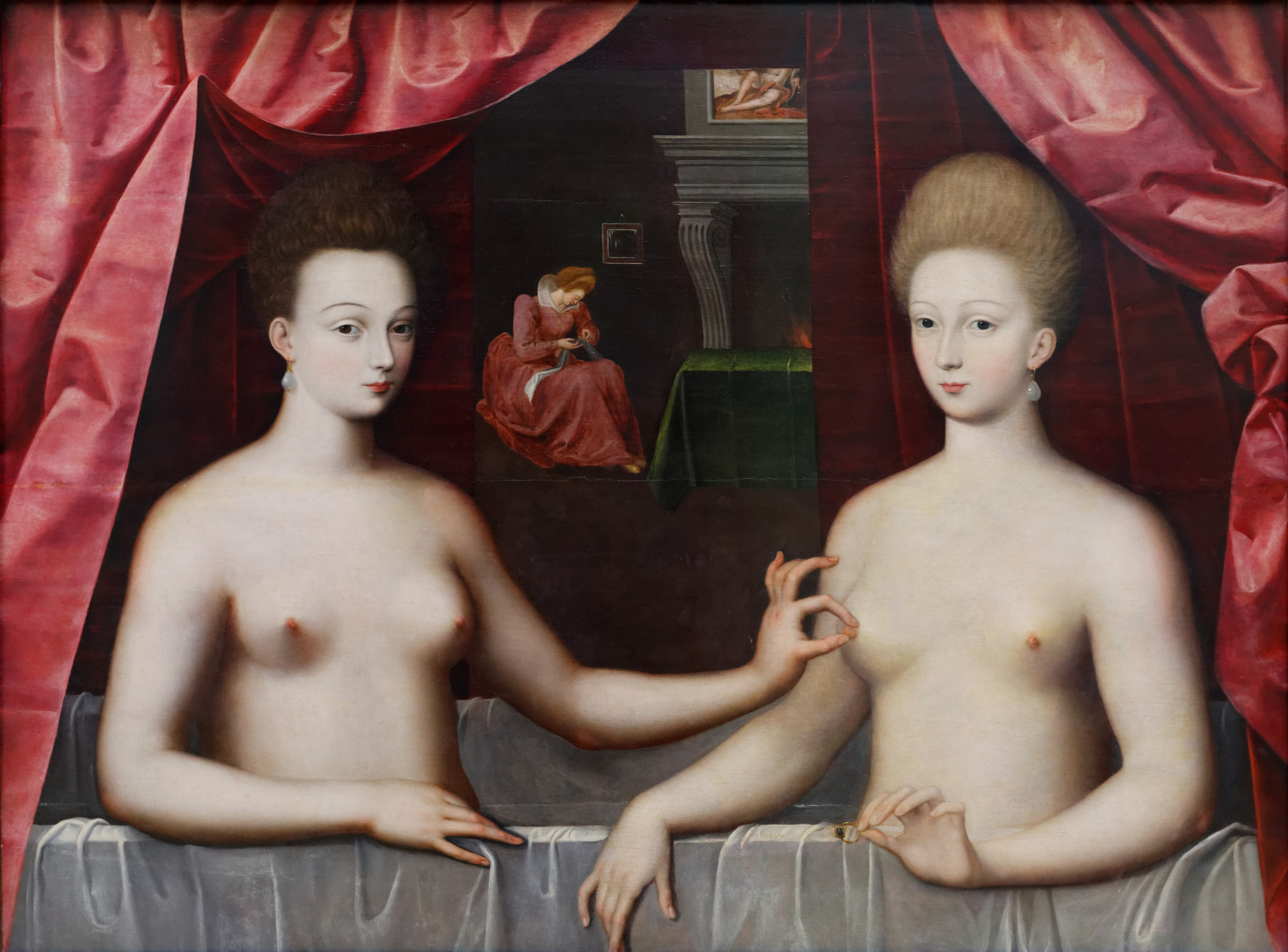
가브리엘 데스트레의 붉은색 젖꼭지를 그녀의 자매인 빌라르 공작부인이 1600년경에 만져본 모습이다.

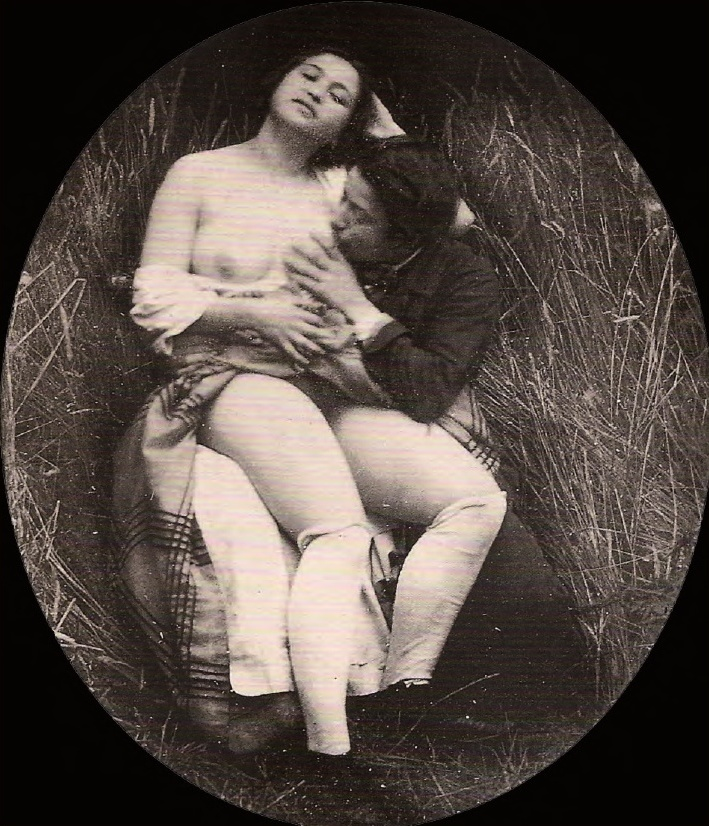
구강 젖꼭지 자극에 참여하는 남자

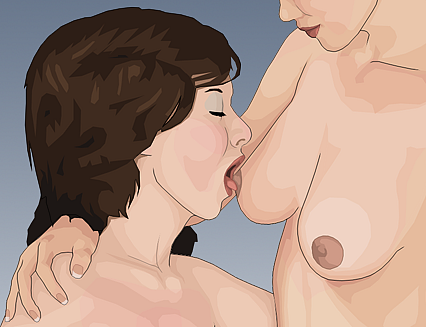
입을 통한 젖꼭지 자극

유두 자극(영어: nipple stimulation, breast stimulation) 또는 젖꼭지 자극은 유두를 자극하는 행위를 일컫는다. 자극은 모유 수유, 성행위, 유두 빨기, 유두 키스 등을 통해 이루어질 수 있다. 성행위의 일환으로, 이러한 행위는 성별이나 성적 지향에 관계없이 누구에게나 행해질 수 있다. 손가락을 사용하거나, 빨거나 핥는 등 구강 또는 물건을 사용하여 이루어질 수 있다.

## 같이 보기
- 젖분비
- 젖치기
- 가슴 페티시즘
- 성적 페티시즘
- 젖물림